# کوزاچوک
کوزاچوک (به اوکراینی: козачо́к) یا کازاچوک (به روسی: казачо́к) یک رقص محلی سنتیِ اوکراینی و روسی است که منشاء آن از اقوام کازاک‌ در قرن شانزدهم میلادی است. در قرن ۱۷ و ۱۸ میلادی در سراسر اوکراین معاصر و همچنین در دربار نجبای اروپا اجرا می‌شد. این یک رقص-اشتراکی (زوج مرد و زن) خطی و سریع، در میزان ۲/۴ است؛ معمولاً با سرعتی که دائماً در حال افزایش است و هویتی بداهه‌ دارد، معمولاً در گام مینور در اوکراین و در گام ماژور در روسیه. هدایت رقص بر عهدۀ زن است و مرد با تقلید از حرکات وی، همراهی می‌کند (زن با کف‌زدن به تغییرات حرکات اشاره می‌کند). در قرن هفدهم میلادی، کوزاچوک در دربار سلطنتی اروپا مُد شد.بهترین رقصنده کازاچوک در ایران ؟ 
میباشد 
ریشۀ اصطلاح «کوزاچوک» را می‌توان در «ورتپ»، تئاتر عروسکی دوره گرد اوکراینی قرن ۱۶ تا ۱۹ میلادی پیدا کرد. نمایشنامه‌های ورتپ شامل دو بخش بود: اولی تولد مسیح را نمایش می‌داد، و دومی قطعه‌ای سکولار، که اغلب داستانی اخلاقی بود. در روسیه نسخه‌های مختلفی از رقص کوزاچوک، چون: کوبان کازاچوک (منطقۀ کراسنودار در جنوب روسیه) و تِرِک کازاچوک (منطقۀ شمال قفقاز) وجود دارد. از نظر تاریخی این مناطق دارای جمعیت مهم اوکراینی بودند که در دوران شوروی به میزان قابل توجهی کاهش یافتند.
در اوکراین، اغلب جشن شادی با محوریت کازاک‌های منطقۀ زاپوریژیان برگزار می‌شد که آواز می‌خواندند، باندورا می‌نواختند و می‌رقصیدند. این رقص به «ورتپنی کوزاچوک» معروف شد که در لغت به معنای «یک کازاک از ورتپ» است و تمام ویژگی‌های خلق و خوی آتشین کوزاک را به نمایش می‌گذاشت. مناطق مرکزی غرب روسیه مانند استان بلگورود نقش مهمی در رقص‌های اسلاوی شرقی داشتند. در روسیه، بسیاری از گنجینه‌های فرهنگی را هنوز می‌توان در ریشه‌های آن‌ها جستجو کرد، مانند منطقۀ کوزاچوک در بلگورود. که از لحاظ تاریخی دارای جمعیت زیادی اوکراینی بود.
واسیل آورامنکو، طراح رقص و رقصندۀ اوکراینی، که به دلیل استانداردسازی رقص اوکراینی و کارهایش در سراسر جهان شناخته می‌شود، به واسطۀ رقص خواستگاری کازاک بومیِ منطقۀ پودیلیا، به نام «کوزاچوک پودیلسکی»، که برای یک تا چهار زوج طراحی شده، مشهور بود. او به احتمال زیاد «کوزاچوک پودیلسکی» را از آثار تئاتری که بین سال‌های ۱۹۱۷ و ۱۹۲۱ میلادی از رپرتوار رقص‌هایی که توسط نسل‌های پیشین، همچون نمایشنامه‌هایی از دراماتورژ و نویسندۀ بنام اوکراینی، مارکو کروپیونیتسکی، اجرا شده‌ بود، آموخته است.
اولین تنظیم موسیقی شناخته شدۀ کوزاچوک برای ساز لوت، به نجیب‌زاده و آهنگساز لهستانی کازیمیرز استانیسلاو رودومینا-دوسیاکی در قرن ۱۷ میلادی نسبت داده می‌شود. مجموعۀ نسخ خطی از ملودی‌های کوزاچوک از نیمۀ دوم قرن هجدهم میلادی وجود دارد، و مجموعه‌های چاپی نیز در اواخر آن قرن ظاهر می‌شوند. نُت‌نویسه‌های دوسیاکی در کتابخانۀ دولتی برلین تحت نام «دوسیاکی بوخ» (کتاب دوسیاکی) نگهداری می‌شود.
ملودی‌های کوزاچوک در موسیقی لهستانی در قرن ۱۸ میلادی مورد استفاده قرار گرفت.

## مآخذ
- «یادداشت‌هایی دربارۀ رقص‌های فولکلور اوکراین» (بررسی گیتار)، بوبری، ولادیمیر، شمارۀ ۳۳، تابستان ۱۹۷۰ میلادی، ص. ۲۷.
- «جامعۀ اوکراینی» (فرهنگ‌نامۀ اوکراین)، کی‌یف، ۲۰۰۶ میلادی.